# Денчик, Николай Фёдорович
Николай Фёдорович Денчик (1920-1996) — майор Советской Армии, участник Великой Отечественной войны, Герой Советского Союза (1944).

## Биография
Родился 1 мая 1920 года в посёлке Ольшаны (ныне — Дергачёвский район Харьковской области Украины) в крестьянской семье. Окончил семь классов неполной средней школы, затем школу фабрично-заводского ученичества, после чего работал слесарем Харьковского паровозостроительного завода. Одновременно учился в аэроклубе. 
В 1940 году был призван на службу в Рабоче-крестьянскую Красную Армию. В 1941 году он окончил Чугуевскую военную авиационную школу пилотов. С июня того же года — на фронтах Великой Отечественной войны. Участвовал в битве за Москву, Сталинградской и Курской битвах, освобождении Прибалтики, Берлинской операции.
К сентябрю 1943 года будучи в звании гвардии старшего лейтенанта был заместителем командира эскадрильи 64-го гвардейского истребительного авиаполка 4-й гвардейской истребительной авиадивизии 1-го гвардейского истребительного авиакорпуса 15-й воздушной армии Брянского фронта. К этому времени он совершил 63 боевых вылетов, принял участие в 18 воздушных боях, сбив 13 вражеских самолётов лично и ещё 3 — в группе.
Указом Президиума Верховного Совета СССР «О присвоении звания Героя Советского Союза офицерскому составу военно-воздушных сил Красной Армии» от 4 февраля 1944 года за «образцовое выполнение боевых заданий командования на фронте борьбы с немецкими захватчиками и проявленные при этом отвагу и геройство» был удостоен высокого звания Героя Советского Союза с вручением ордена Ленина и медали «Золотая Звезда» за номером 2819.
Всего за время войны совершил 534 боевых вылетов, принял участие в более чем 80 воздушных боях, сбив 16 самолётов противника лично и ещё 5 — в группе. 
В 1946 году в звании майора был уволен в запас. Проживал и работал в Харькове. Умер 24 августа 1996 года, похоронен на харьковском кладбище № 2.
Был также награждён тремя орденами Красного Знамени, двумя орденами Отечественной войны 1-й степени, рядом медалей.